# Breutelia
Breutelia là một chi rêu trong họ Bartramiaceae.